# Luigi Carbonari (imprenditore)
Luigi Carbonari (Todi, 29 marzo 1890 – Todi, 21 gennaio 1957) è stato un imprenditore italiano.

## Biografia
Luigi Carbonari  è stato il primo autentico industriale della città di Todi.
Di famiglia modesta, inizia fin da bambino a frequentare botteghe di fabbri nella città di Todi. 
Dotato di inventiva, caparbietà e capacità organizzativa, riesce in pochi anni e tra molte difficoltà economiche a realizzare innovativi strumenti per l’agricoltura, come l’assolcatore che, nel 1926, ottiene il primo premio al Concorso Nazionale per la Meccanica Agraria. È questo l’inizio di una serie di successi imprenditoriali, che lo portano alla creazione di una vera e propria industria, la Società Marzia per le macchine agricole.
La sua innata predisposizione all’innovazione meccanica gli consente di ampliare rapidamente il mercato a livello nazionale, mediante un accordo di distribuzione dei suoi prodotti con la rete dei Consorzi Agrari d’Italia. 
L’ascesa imprenditoriale prosegue veloce e nel 1930 si aggiudica il Gran Concorso Nazionale per aratri di tipo coloniale per la bonifica delle terre libiche: si tratta della fornitura di 2000 aratri destinati all’agricoltura in Libia,  premio che apre la strada verso un’ulteriore crescita dell’industria umbra.
Negli anni successivi i suoi aratri e le sue seminatrici vengono forniti a tutti i Consorzi Agrari d’Italia.
Negli anni antecedenti la seconda guerra mondiale prosegue l’espansione dell’attività industriale, per la produzione di seminatrici e spandiconcime. 
Nel 1939 partecipa al Concorso Nazionale per Seminatrici (ultimo dei concorsi d'anteguerra) aggiudicandosi il primo posto nella classifica.
La guerra infligge tuttavia un grave colpo alle attività produttive, anche a seguito della distruzione dello stabilimento bombardato dai tedeschi in ritirata. Ma la tenacia di Luigi Carbonari, e dei suoi due figli Angelo e Mario che nel frattempo lo hanno affiancato nella conduzione dell’industria, permettono di ricostruire tutto il patrimonio di competenze, e di ridare impulso allo sviluppo industriale del territorio nel dopoguerra.
Alla fine degli anni ’50 la Società Marzia, a cui viene affiancata la Società Tedas  per la produzione di televisori, apparecchi radio, frigoriferi, ecc, conta oltre 300 dipendenti ed è apprezzata su tutto il territorio nazionale per la robustezza e l’innovatività dei suoi prodotti di meccanizzazione agricola.
A Luigi Carbonari è stato conferito il titolo di Cavaliere Ordine al Merito della Repubblica Italiana.